# Czesław Skierbiszewski
Czesław Dariusz Skierbiszewski (ur. 19 maja 1960 w Opolu) – profesor fizyki. Twórca i lider grupy badawczej zajmującej się epitaksją z wiązek molekularnych (ang. molecular beam epitaxy – MBE) w Instytucie Wysokich Ciśnień Polskiej Akademii Nauk (IWC PAN).

## Życiorys
Ukończył studia na Wydziale Fizyki Uniwersytetu Warszawskiego w 1984. Stopień naukowy doktora uzyskał w Instytucie Fizyki PAN. Praca doktorska dotyczyła kondesacji Wignera naładowanej sieci domieszek w HgFeSe. Stopień doktora habilitowanego uzyskał w Instytucie Fizyki PAN za badania półprzewodników z rodziny GaAs domieszkowanych azotem, tzw. „dilluted nitrides”. W 2015 otrzymał tytuł profesora nauk fizycznych. Do jego najważniejszych osiągnięć w tej dziedzinie należy wyznaczenie nieparaboliczności pasma przewodnictwa i zależności masy efektywnej w InGaNAs od zawartości azotu oraz od koncentracji elektronów.
Czesław Skierbiszewski jest twórcą i liderem grupy badawczej zajmującej się epitaksją z wiązek molekularnych (MBE) w Instytucie Wysokich Ciśnień Polskiej Akademii Nauk. W 2004 roku zademonstrował pierwszą w świecie niebieską azotkową diodę laserową otrzymaną metodą epitaksji z wiązek molekularnych. Dalszy rozwój tej technologii umożliwił pokazanie diod laserowych o bardzo długim czasie pracy powyżej 100 000 h.
Jest autorem ponad 140 publikacji w renomowanych czasopismach z dziedziny fizyki i inżynierii materiałowej.
Profesor Czesław Skierbiszewski jest na liście 2% najbardziej cytowanych naukowców "World Ranking Top 2% Scientists" opracowanej przez Uniwersytet Stanforda, wydawnictwo Elsevier i firmę SciTech Strategies. 